# NECA
La NECA (acrónimo del nombre en inglés National Entertainment Collectibles Association) es un fabricante estadounidense de objetos coleccionables con licencia habituales de películas, videojuegos, deportes, música y televisión con sede en Nueva Jersey. La empresa fue fundada en 1996 y cuenta con más de 60 licencias para las que desarrolla productos.
En 2002 se formó la juguetería «NECA's Reel Toys» como una división para producir juguetes, figuras de acción y muñecos dirigidos a los entusiastas de las figuras de acción y los juguetes. Están destinados a adolescentes y adultos como objetos de colección de muchas licencias que ninguna otra empresa comercializaría como juguete.
El 14 de septiembre de 2009, anunciaron la adquisición de los activos de WizKids por parte de Topps, para los juegos coleccionables de miniaturas de Clix y los juegos «Pocketmodel».

## Licencias NECA (actuales y pasadas)
- "Weird Al" Yankovic
- 9
- 300
- A Christmas Story
- AC/DC
- Ace Ventura: Pet Detective
- Adventure Time
- Alien
- Aliens
- Alien 3
  - Alien 3 (juego de NES)
- Alien: Covenant
- Alien: Isolation
- Aliens: Fireteam
- Alien Resurrection
- Alien vs. Predator (2004)
- Aliens vs. Predator: Requiem
- Alien vs. Predator (arcade)
- A Nightmare on Elm Street (1984)
  - A Nightmare on Elm Street (juego de NES)
- A Nightmare on Elm Street 2: Freddy's Revenge
- A Nightmare on Elm Street 3: Dream Warriors
- A Nightmare on Elm Street 4: The Dream Master
- A Nightmare on Elm Street 5: The Dream Child
- A Nightmare on Elm Street (2010)
- An American Werewolf in London
- American Gods
- American Psycho
- Army of Darkness
- Army of Two
- Arrow
- Ash vs. Evil Dead
- Assassin's Creed
- Assassin's Creed II
- Assassin's Creed: Brotherhood
- Assassin's Creed: Revelations
- The Avengers
- Avengers: Age of Ultron
- Avengers: Infinity War
- Back to the Future
- Back to the Future Part II
- Back to the Future Part III
- Batman (serie de 1966)
- Batman (1989)
  - Batman (juego de NES)
- Batman: Arkham City
- Batman Begins
- Batman Returns
- Batman v Superman: Dawn of Justice
- The Joker (The Dark Knight)
- Beetlejuice
- Bill & Ted
- BioShock 2
- BioShock Infinite
- Blade Runner 2049
- Bob Marley
- Bob Ross
- The Boondock Saints
- Borderlands
- The Boys (serie de televisión)
- Bride of Chucky
- Bubba Ho-Tep
- Bulletstorm
- Candyman: Farewell to the Flesh
- Captain America: Civil War
- Carrie
- Castlevania
- Charmed
- Chia Pet
- Child's Play
- Child's Play 2
- Child's Play 3
- Las crónicas de Narnia
- Clash of the Titans (2010)
- Comando (1985)
- Conan el Bárbaro (1982)
- Contra
- Coraline
- Crash Bandicoot
- Creature from the Black Lagoon
- Creed
- Creed II
- Creepshow
- Cult of Chucky
- Curse of Chucky
- The Crow
- DC Comics
- Dante's Inferno
- Daredevil
- The Dark Crystal
- The Dark Knight
- The Dark Knight Rises
- Dawn of the Dead (1978)
- Dawn of the Planet of the Apes
- Deadpool
- Dead Space (franquicia)
- Death Proof
- El espinazo del diablo
- Devil May Cry
- The Devil's Rejects
- Devo
- Die Hard
- Divergente
- Django Unchained
- Doctor Strange
- Donnie Darko
- Dota 2
- Drácula (1931)
- Duke Nukem Forever
- E.T. the Extra-Terrestrial
- Escape from New York
- Elf
- Elvira
- Elvis Presley
- The Evil Dead
- Evil Dead II
- El exorcista
- First Blood
- Five Nights at Freddy's
- The Fog
- Frankenstein (1931)
- Freddie Mercury
- Freddy's Dead: The Final Nightmare
- Freddy vs. Jason (2003)
- Friday the 13th (1980)
  - Friday the 13th (videojuego de NES)
- Friday the 13th Part II
- Friday the 13th Part III
- Friday the 13th: The Final Chapter
- Friday the 13th: A New Beginning
- Friday the 13th Part VI: Jason Lives
- Friday the 13th Part VII: The New Blood
- Friday the 13th Part VIII: Jason Takes Manhattan
- Friday the 13th (2009)
- Gárgolas
- Ghostbusters
- Ghostbusters II
- Gears of War
- Gears of War 2
- Gears of War 3
- Godzilla: King of the Monsters
- God of War (2005)
- God of War II
- God of War III
- God of War (2018)
- The Golden Girls
- Green Day
- Gremlins
- Gremlins 2: The New Batch
- Grindhouse
- Guardianes de la Galaxia
- Guardians of the Galaxy Vol. 2
- Half-Life 2
- Halo
- Halloween (1978)
- Halloween II (1981)
- Halloween III: Season of the Witch
- Halloween (2007)
- Halloween (2018)
- Halloween Kills
- Harry Potter
- The Hateful Eight
- Hatchet
- Hellraiser
- Heroes of the Storm
- Highlander
- The Hitchhiker's Guide to the Galaxy
- Home Alone
- House of 1000 Corpses
- El hobbit
- Hulk
- The Hunger Games
- The Hunger Games: Catching Fire
- Iggy Pop
- Insane Clown Posse
- Interstellar
- It (1990)
- It (2017)
- Iron Maiden
- Iron Man 3
- Jason Goes to Hell: The Final Friday
- Jason X
- Jaws
- Jeff Dunham
- Jimmy Page
- John Lennon
- Johnny Ramone
- Joey Ramone
- Jonah Hex
- Justice League
- The Karate Kid
- Kick-Ass 2
- Kill Bill
- Kill Bill 2
- King Features Syndicate
- King Kong
- Kurt Cobain
- Labyrinth
- Leatherface: The Texas Chainsaw Massacre III
- Left 4 Dead
- Left 4 Dead 2
- LittleBigPlanet
- El llanero solitario (2013)
- El Señor de los Anillos
- The Lost Boys
- Machete
- Machete Kills
- El hombre de acero
- Masters of the Universe
- Marvel Comics
- Men in Black II
- Misfits
- Mothra vs. Godzilla
- Muhammad Ali
- My Bloody Valentine
- National Lampoon's Christmas Vacation
- Night of the Demons
- The Nightmare Before Christmas
- Ninja Gaiden II
- Overwatch
- Pacific Rim
- Pan's Labyrinth
- Pee-wee's Playhouse
- Piratas del Caribe
- Phantasm
- Planet of the Apes
- Planet Terror
- Portal 2
- Preacher
- Depredador
  - Predator (juego de NES)
- Predator 2
- Predators
- El Depredador
- The Princess Bride
- Prototype
- Prometheus
- Pulp Fiction
- Puppet Master
- Quentin Tarantino
- Rambo: First Blood Part II
  - Rambo (NES)
- Re-Animator
- Reservoir Dogs
- Resident Evil
- Resident Evil 4
- Resident Evil 5
- The Return of Godzilla
- Robert Rodriguez
- RoboCop
  - RoboCop (juego de NES)
- RoboCop 3
- RoboCop vs. Terminator
- RoboCop Vs Terminator
- Rocky
  - Rocky (juego de NES)
- Rocky II
- Rocky III
- Rocky IV
- The Rocky Horror Picture Show
- Scarface
- Saw
- Scream 4
- Seed of Chucky
- The Shape of Water
- Shaun of the Dead
- Shin Godzilla
- The Silence of the Lambs
- Silent Night, Deadly Night
- The Simpsons
- Sin City (película)
- Spider-Man: Homecoming
- Tom Clancy's Splinter Cell: Conviction
- Star Trek
- Street Fighter
- Street Fighter IV
- Suicide Squad
- Superman: The Movie
- Sweeney Todd: The Demon Barber of Fleet Street
- Team Fortress 2
- Teenage Mutant Ninja Turtles
- The Terminator
- Terminator 2: Judgment Day
  - Terminator 2: Judgment Day (juego de NES)
- Terminator 3: Rise of the Machines
- Terminator: Dark Fate
- Terminator Genisys
- Terminator Salvation
- The Texas Chain Saw Massacre
  - The Texas Chain Saw Massacre (juego de Atari)
- The Texas Chainsaw Massacre 2
- The Texas Chainsaw Massacre (2003)
- The Texas Chainsaw Massacre: The Beginning
- The Thing
- They Live
- Thor: The Dark World
- Tomb Raider (saga)
- Trick 'r Treat
- Twilight
- The Twilight Saga: Eclipse
- The Twilight Saga: New Moon
- Uncharted 4: A Thief's End
- Monstruos clásicos
- Up in Smoke
- Usagi Yojimbo
- V de Vendetta
- Valerian y la ciudad de los mil planetas
- Venom
- The Walking Dead
- Watchmen
- Wes Craven's New Nightmare
- El hombre lobo (1941)
- Wonder Woman
- The Year Without a Santa Claus
- Yu-Gi-Oh!